# Eumyurium
Eumyurium là một chi rêu trong họ Myuriaceae.